# Magellan (rymdsond)
För andra betydelser, se Magellan (olika betydelser).
Magellan var den första interplanetära rymdsonden som skickades upp med hjälp av en rymdfärja. Uppskjutningen skedde från Kennedy Space Center i Florida ombord på Atlantis den 4 maj 1989 under uppdraget STS-30. Magellans uppdrag var att gå i omloppsbana runt planeten Venus, vilket den gjorde mellan 1990 och 1994.
Efter att ha tillbringat drygt fyra år i omloppsbana runt Venus lät man den brinna upp i planetens atmosfär.
Magellan namngavs efter den portugisiske upptäcktsresanden Ferdinand Magellan.

## Uppskjutning
När rymdsonden utvecklades planerade man att använda en variant av raketsteget Centaur, kallat Centaur-G, för att skjuta iväg rymdsonden från den omloppsbana runt jorden som rymdfärjan placerat den i.
Men efter olyckan med rymdfärjan Challenger insåg NASA att det var för stora risker att använda Centaur tillsammans med rymdfärjorna.
Då Centaur var ute ur bilden valde man istället att använda ett Inertial Upper Stage-raketsteg. Detta raketsteg var inte lika kraftigt som Centaur, vilket ledde till att man fick använda sig av en 15 månader lång resrutt mellan Jorden och Venus istället för den 6 månader långa rutten som man planerat från början.

### Fotnoter
1. ↑  ”NASA Space Science Data Coordinated Archive” (på engelska). NASA. https://nssdc.gsfc.nasa.gov/nmc/spacecraft/display.action?id=1989-033B. Läst 29 mars 2020.